# Friends of the Earth Australia
Die Friends of the Earth Australia (FoEA), gegründet 1974, ist eine Non-Profit-Organisation, die das australische Mitglied in der übergreifenden Organisation Friends of the Earth ist. Es kann nur eine Organisation jedes Landes Mitglied der sein, in Deutschland ist dies der Bund für Umwelt und Naturschutz Deutschland. Die australische Organisation mit Geschäftsstelle in Melbourne (Collingwood) hat etwa 4.000 Mitgliedern, setzt sich für die Belange des Umwelt- und Naturschutzes und der damit verbundenen sozialen, politischen und menschlichen Rechte ein.

## Politik
Die Gesellschaft befindet sich im linken und grünen politischen Spektrum Australiens. Sie hat Strukturen der Graswurzelbewegung und kooperiert mit anderen Gruppierungen. FoEA arbeitet auf Basis wissenschaftlicher Erkenntnisse und Untersuchungen, mit Medieneinsatz, Interessensvertretung, friedvollen Aktionen und auch mit Klagen vor Gerichten. 
Der Verein initiiert und beteiligt sich an zahlreichen Kampagnen zum nachhaltigen Erhalt der Natur und der Umwelt.
Gegen die Klimaerwärmung ist die FoEA aktiv und entwickelte 2009 eine Kampagne gegen die Ausdehnung des Kohleabbaus und -export. Sie beteiligt sich an Initiativen gegen die australische Atompolitik und ist ein wichtiger Bestandteil der Anti-Atomkraft-Bewegung in Australien, sie ist gegen den Uranabbau in Australien, den Betrieb der Uranmine von Olympic Dam und die Lagerung von Atommüll im Northern Territory. FoEA arbeitet im Sekretariat der Australian Nuclear Free Alliance (ANFA) mit.
Die FoEA tritt für ein Moratorium der Untersuchungen, Entwicklung und Produktion der Nanotechnologie ein, bis Regelungen hinsichtlich der Gesundheit und Sicherheit der Arbeiter, Bevölkerung und der Umwelt entwickelt sind. Gegen den Gebrauch von chemischen Giftstoffen, insbesondere von Bisphenol A in der Konsumproduktion, Verwendung von Pestiziden in Trinkwasser-Einzugsgebieten und für nachhaltige landwirtschaftliche und Nahrungsmittelproduktion tritt die FoEA ein.

## Lokale Gruppen
Zahlreiche lokale FoEA-Gruppen befinden sich in Partnerschaft mit Gemeinden der Aborigines. 
Der Verein betreibt auch seit 1999 in Brisbane ein Zentrum für die Rückgewinnung von Industriemüll, um Gemeinden über den Einsatz dieser Technologie aufzuklären und dafür zu motivieren, und setzt sich dort auch den Einsatz von Fahrrädern als Transportmittel ein. FoEA in Melbourne betreibt eine Lebensmittel-Kooperative, einen Buchhandel und seit Januar 2011 ein Café.

## Finanzierung
Die lokalen Gruppen finanzieren sich selbst. Nationale Kampagnen werden durch individuelle Spenden, Stiftungen, aus Handelsergebnissen und Erb-Vermächtnissen bestritten. Die FoE Australia erhält derzeit (2011) keine Mittel der Regierung oder ihr verbundenen Kooperationen.